# Volker Drehsen
Volker Drehsen (* 16. Februar 1949 in Arnsberg; † 30. März 2013 in Tübingen) war ein deutscher Theologe.

## Leben
Drehsen studierte Theologie, Rechts- und Sozialwissenschaften. Im Jahr 1976 absolvierte er die erste theologische Dienstprüfung. Von 1976 bis 1978 war er Parochialvikar in Hayingen. Danach war er von 1978 bis 1983 wissenschaftlicher Mitarbeiter bei Dietrich Rössler am Lehrstuhl für Praktische Theologie III der Evangelisch-theologischen Fakultät der Universität Tübingen. Von 1983 bis 1988 war Drehsen Pfarrer in Reutlingen-Altenburg. In dieser Zeit promovierte er 1985 in Tübingen. Von 1988 bis 1991 war er Heisenberg-Stipendiat der Deutschen Forschungsgemeinschaft. Nach seiner Habilitation in Praktischer Theologie war Drehsen von 1991 bis 1994 Professor für Religiöse Sozialisation und Erwachsenenbildung an der Kulturwissenschaftlichen Fakultät der Universität Bayreuth. Ab 1994 war er Professor für Praktische Theologie an der Evangelisch-Theologischen Fakultät der Universität Tübingen. Von 1996 bis 2000 sowie erneut seit 2010 war er Dekan der Fakultät.
Des Weiteren war er als Frühprediger an der Stiftskirche Tübingen und Kurator des Württembergischen Pfarrseminars Stuttgart-Birkach.

## Veröffentlichungen
- Das Jenseits der Gesellschaft. Religion im Prozeß sozialwissenschaftlicher Kritik. (gemeinsam mit Karl-Wilhelm Dahm und Günter Kehrer, München, 1975)
- Neuzeitliche Konstitutionsbedingungen der Praktischen Theologie. Aspekte der theologischen Wende zur sozialkulturellen Lebenswelt christlicher Religion (Gütersloh, 1988)
- Religionsunterricht im Spannungsfeld von Kirche und Gesellschaft heute (1989)
- Wie religionsfähig ist die Volkskirche? Sozialisationstheoretische Erkundungen neuzeitlicher Christentumspraxis (Gütersloh, 1994)
- Rechtfertigungsgeschichten. Protestantisch predigen (München, 2002)
- Der Sozialwert der Religion. Aufsätze zur Religionssoziologie. (hg. von Christian Albrecht, Hans Martin Dober, Birgit Weyel) (Berlin, 2009)